# Lista światowego dziedzictwa UNESCO w Norwegii
Lista światowego dziedzictwa UNESCO w Norwegii – lista miejsc w Norwegii wpisanych na listę światowego dziedzictwa UNESCO, ustanowioną na mocy Konwencji w sprawie ochrony światowego dziedzictwa kulturowego i naturalnego, przyjętej przez UNESCO na 17. sesji w Paryżu 16 listopada 1972 i ratyfikowanej przez Norwegię 12 maja 1977 roku. 
Obecnie na liście znajduje się 8 obiektów: 7 dziedzictw kulturowych i 1 o charakterze przyrodniczym.
Na norweskiej liście informacyjnej UNESCO – liście obiektów, które Norwegia zamierza rozpatrzyć do zgłoszenia do wpisu na listę światowego dziedzictwa – znajduje się 5 obiektów.

## Obiekty na liście światowego dziedzictwa UNESCO
Poniższa tabela przedstawia norweskie obiekty na liście światowego dziedzictwa UNESCO:
Nr ref. – numer referencyjny UNESCO;
Obiekt – polskie tłumaczenie nazwy wpisu na liście wraz z jej angielskim oryginałem;
Położenie – miasto, region; współrzędne geograficzne;
Typ – klasyfikacja według Komitetu Światowego Dziedzictwa:
- kulturowe (K),

- przyrodnicze (P),

- kulturowo–przyrodnicze (K,P);

Rok wpisu – rok wpisu na listę;
Opis – krótki opis obiektu wraz z informacjami o jego zagrożeniu.
     Wpis transgraniczny
| Nr ref. | Obiekt | Zdjęcie | Położenie | Typ            | Rok       | Opis |
| ------- | --- | ------- | --- | -------------- | --------- | --- |
| 59      | Dzielnica Bryggen w Bergen Bryggen                                                                             |         | Bergen Region Vestlandet 60°23′00″N 5°20′00″E/60,383333 5,333333 | K (iii)        | 1979      | Bryggen to historyczna dzielnica portowa Bergen. W 1350 roku Hanza założyła w Bergen kantor, który kontrolował handel sztokfiszami z północy. Drewniane domy nawiedzały liczne pożary, ostatni z nich zdarzył się w latach 50. XX wieku, ale zawsze były odbudowywane. Do dziś zachowało się około 60 tradycyjnych budynków.                                                                                        |
| 58      | Kościół drewniany (stavkyrke) w Urnes Urnes Stave Church                                                       |         | Ornes Region Vestlandet 61°17′53″N 7°19′21″E/61,298056 7,322500 | K (i)(ii)(iii) | 1979      | Kościół klepkowy w Urnes powstał około 1130 roku. Część jego konstrukcji zawiera elementy z wcześniej stojącego tu kościoła z XI wieku. Budynek łączy w sobie wpływy sztuki celtyckiej, tradycji wikingów i architektury romańskiej. |
| 55      | Okręg górniczy i miasto Røros Røros Mining Town and the Circumference                                          |         | Røros Region Trøndelag 62°34′27″N 11°22′59″E/62,574167 11,383056 | K (iii)(iv)(v) | 1980 2010 | W latach 1644–1977 Røros było miastem wydobywczym miedzi. W 1679 roku, podczas wojny skandynawskiej, miasto zostało całkowicie zniszczone przez wojska szwedzkie, ale później zostało odbudowane. |
| 352     | Rysunki naskalne z Alty Rock Art of Alta                                                                       |         | Kåfjord, Jiepmaluokta i Amtmannsnes Region Nord-Norge 69°58′36″N 23°17′45″E/69,976667 23,295833 | P (iii)        | 1985      | Petroglify, powstałe około od 4200 p.n.e. do 500 p.n.e., przedstawiają faunę okołobiegunową. Rysunki są wyjątkowym świadectwem działalności społeczności zbieracko–łowieckich w Arktyce, w czasach prehistorycznych. |
| 1143    | Vegaøyan – Archipelag Vega Vegaøyan – The Vega Archipelago                                                     |         | Morze Norweskie 65°37′00″N 11°45′00″E/65,616667 11,750000 | K (v)          | 2004 2017 | Gromada kilkudziesięciu wysp skupionych na archipelagu wysp Vega. W IX wieku wyspy stały się ważnym ośrodkiem dostaw puchu edredonowego, który odpowiadał za około jedną trzecią dochodów mieszkańców wysp. |
| 1187    | Południk Struvego Struve Geodetic Arc                                                                          |         | Hammerfest, Alta, Kautokeino 70°40′12″N 23°39′48″E/70,670000 23,663333 69°56′19″N 23°21′37″E/69,938611 23,360278 69°39′52″N 23°36′08″E/69,664444 23,602222 69°01′43″N 23°18′19″E/69,028611 23,305278 | K (ii)(iv)(vi) | 2005      | W Norwegii znajdują się 4 z 34 punktów pomiarowych południka Struvego. Zostały one założone w latach 1816–1852 na terenie ówczesnej unii Szwecji i Norwegii oraz Imperium Rosyjskiego, pod nadzorem rosyjskiego naukowca Friedricha Georga Wilhelma von Struvego i rosyjskiego oficera Carla F. Tennera. Wpis transgraniczny z Białorusią, Estonią, Finlandią, Litwą, Łotwą, Mołdawią, Rosją, Szwecją oraz Ukrainą. |
| 1195    | Fiordy zachodniej Norwegii – Geirangerfjord i Nærøyfjord West Norwegian Fjords – Geirangerfjord and Nærøyfjord |         | Møre og Romsdal, Aurland Region Sogn og Fjordane 62°05′40″N 7°04′50″E/62,094444 7,080556 60°56′37″N 6°55′53″E/60,943611 6,931389                                                                     | P (vii)(viii)  | 2005      | Fiordy Geirangerfjord i Nærøyfjord należą do najdłuższych i najgłębszych na świecie. Są uważane za archetypowe krajobrazy fiordowe i jedne z najbardziej malowniczych na świecie. W okolicy znajduje się również duża liczba wodospadów, lodowców i jezior polodowcowych. |
| 1486    | Dziedzictwo przemysłowe Rjukan-Notodden Rjukan-Notodden Industrial Heritage Site                               |         | Rjukan, Notodden Region Østlandet 59°52′43″N 8°35′37″E/59,878611 8,593611 | K (ii)(iv)     | 2015      | Kompleks przemysłowy w miastach Rjukan i Notodden został założony przez firmę Norsk Hydro na początku XX wieku. Elektrownie wodne dostarczały energię do produkcji nawozów sztucznych, których głównym składnikiem był azot pozyskiwany z powietrza. |

## Obiekty na norweskiej liście informacyjnej UNESCO

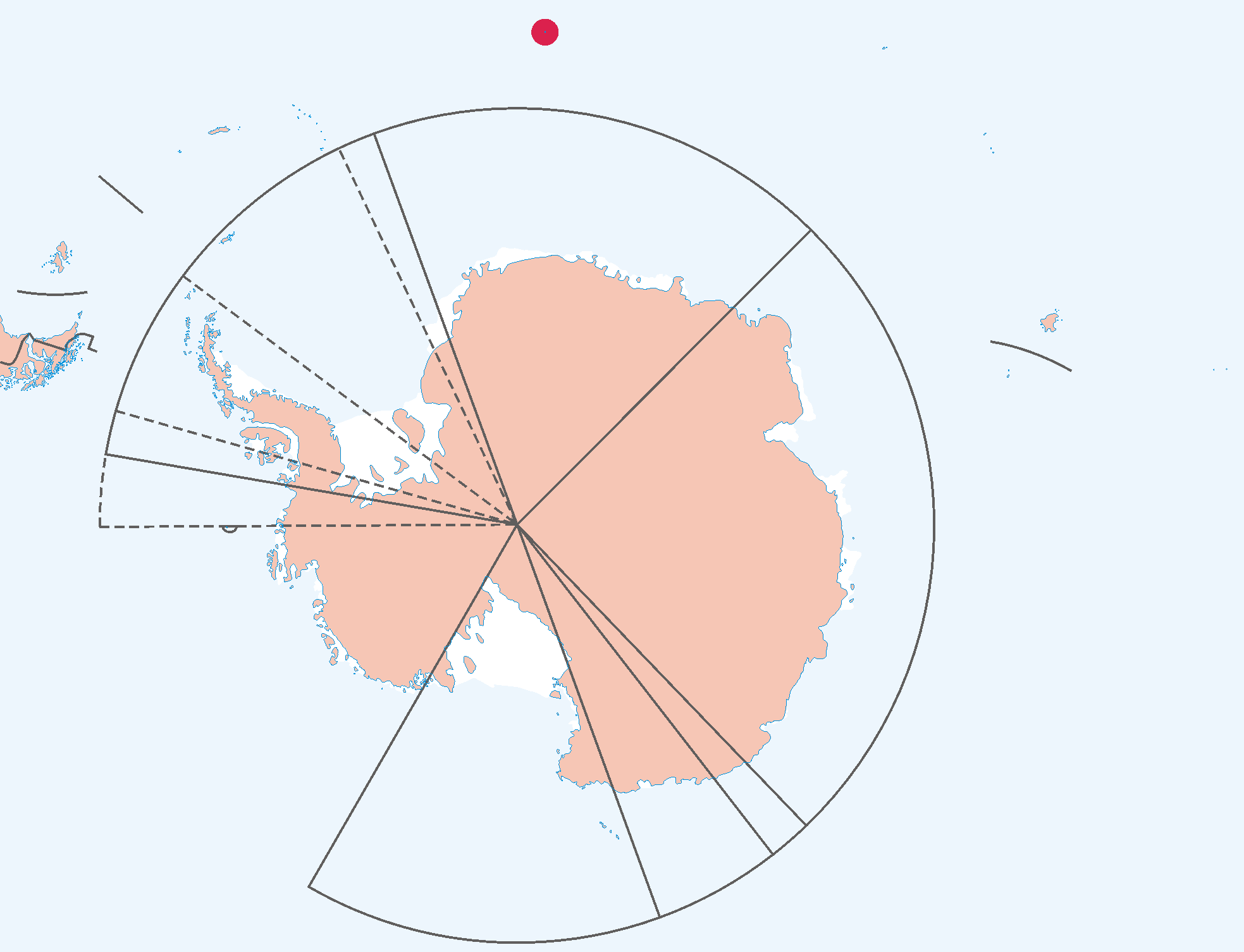
Położenie Wyspy Bouveta na Oceanie Atlantyckim

Poniższa tabela przedstawia norweskie obiekty na liście informacyjnej UNESCO:
Nr ref. – numer referencyjny UNESCO;
Obiekt – polskie tłumaczenie nazwy wpisu na liście informacyjnej wraz z jej angielskim oryginałem;
Położenie – miasto, region; współrzędne geograficzne;
Typ – klasyfikacja według Komitetu Światowego Dziedzictwa:
- kulturowe (K)
- przyrodnicze (P)
- kulturowo–przyrodnicze (K,P)

Rok wpisu – roku wpisu na listę informacyjną;
Opis – krótki opis obiektu wraz z informacjami o jego zagrożeniu.
     Wpis transgraniczny
| Nr ref. | Obiekt | Zdjęcie | Położenie | Typ                            | Rok  | Opis |
| ------- | --- | --- | --- | ------------------------------ | ---- | --- |
| 1750    | Obszar Laponii – Tysfjord oraz park narodowy Rago (rozszerzenie wpisu) The Laponian Area - Tysfjord, the fjord of Hellemobotn and Rago (extension)                                                          | | Region Nord-Norge 68°03′51,0″N 16°28′50,0″E/68,064170 16,480560 67°26′00″N 15°59′00″E/67,433333 15,983333               | K, P (iii)(v)(vii)(viii)(ix)   | 2002 | Podbiegunowy region na północy Skandynawii zamieszkały przez Lapończyków, gdzie nadal obowiązuje tradycyjny tryb życia oparty na sezonowym wypasie zwierząt – reniferów. Jest to rozszerzenie szwedzkiego wpisu Kraina Laponii o obszary znajdujące się na terytorium Norwegii – gminę Tysfjord oraz park narodowy Rago                                |
| 1751    | Archipelag Lofoty The Lofoten islands | | Morze Norweskie 68°19′59,0″N 14°39′59,0″E/68,333060 14,666390                                                           | K, P (iii)(viii)(ix)(x)        | 2002 | Lofoty to archipelag ciągnący się na długość 112 km. Największymi wyspami są: Austvågøy oraz Vestvågøy. W trakcie II wojny światowej alianci przeprowadzili tutaj 2 wojskowe operacje: Anklet oraz Claymore |
| 5161    | Archipelag Svalbard Svalbard Archipelago | Zdjęcie przedstawia miejscowość Svalbard wraz z domami na tle zaśnieżonych gór                                  | Ocean Arktyczny | K, P (v)(vi)(vii)(viii)(ix)(x) | 2007 | Około 60% archipelagu Svalbard jest pokryte śniegiem oraz lodem. Wyspy były wykorzystywane przez mieszkańców jako miejsce połowów wielorybów. Svalbard jest strefą zdemilitaryzowaną |
| 5162    | Wyspa Jan Mayen oraz Bouveta jako część międzynarodowej nominacji Grzbietu Śródatlantyckiego Islands of Jan Mayen and Bouvet as parts of a serial transnational nomination of the Mid-Atlantic Ridge system | Zdjęcie przedstawia wyspę Jan Mayen. Na pierwszym planie znajdują się fragmenty drzewa. W tle widać dużą skałę. | Ocean Arktyczny, Ocean Atlantycki 70°58′58,8″N 8°32′01,0″W/70,983000 -8,533600 54°25′12″S 3°21′36″E/-54,420000 3,360000 | P (viii)(ix)(x)                | 2007 | Dwie wyspy wulkaniczne nie posiadające stałych mieszkańców. Wyspa Jan Mayen położona w Arktyce jest miejscem lęgowym dla foki grenlandzkiej oraz kapturnika morskiego. Wyspa Bouveta zlokalizowana jest w południowej części Atlantyku. Jest uznawana za najbardziej samotną wyspę świata, najbliższym lądem jest Ziemia Królowej Maud na Antarktydzie |
| 5577    | Pomniki i miejsca Wikingów/Pochówki statków w Vestfold oraz kamieniołomy w Hyllestad Viking Monuments and Sites / Vestfold Ship Burials and Hyllestad Quernstone Quarries                                   | Zdjęcie przedstawia statek wikingów znajdujący się w muzeum w miejscowości Tønsberg                             | Hyllestad, Vestfold Region Vestlandet 61°10′15″N 5°17′35″E/61,170833 5,293056                                           | K (iii)                        | 2011 | Wpis na listę informacyjną obejmuje 3 miejsca pochówków statków oraz kamieniołomy w Hyllestad, które produkowały kamienie żarnowe. Jest to część międzynarodowego wpisu Viking Monuments and Sites obejmującego swoim zasięgiem 6 państw |